# Liste des monarques de Chine
La liste des monarques de Chine réunit les rois et empereurs qui ont régné sur les différentes parties de la Chine jusqu'à l'abolition de la monarchie, en 1912. Le titre de « roi » (王 Wang) est porté jusqu'à l'avènement de Qin Shi Huang, en 247 av. J.-C., qui prend le titre d'« empereur » (皇帝 Huangdi).

## Trois augustes et cinq empereurs (2852 – 2205 av. J.-C.)
Ces souverains sont légendaires. Il existe d'autres versions de ces deux listes :
- les trois augustes :
  - 2852-2820 : Fuxi (伏羲),
  - 2852-2820 : Nuwa (女媧 ou 女娲),
  - 2820-2698 : Shennong (神農 ou 神农) ;
- les cinq empereurs :
  - 2698-2597 : Huangdi (黄帝),
  - 2597-2435 : Zhuanxu (颛顼),
  - 2435-2357 : Ku (帝喾),
  - 2357-2255 : Yao (堯 ou 尧),
  - 2255-2205 : Shun (舜).

## Xia (2205 – 1767 av. J.-C.)
Ces souverains sont semi-légendaires.
- 2205-2197 : Da Yu (大禹)
- 2197-2188 : Qi (启)
- 2188-2159 : Tai Kang (太康)
- 2159-2146 : Zhong Kang (仲康)
- 2146-2118 : Xiang (相)
- 2118-2097 : Shao Kang (少康)
- 2097-2040 : Zhu (予)
- 2040-2014 : Huai (槐)
- 2014-1996 : Mang (芒)
- 1996-1980 : Xie (泄)
- 1980-1921 : Bu Jiang (不降)
- 1921-1900 : Jiong (扃)
- 1900-1879 : Jin (厪)
- 1879-1848 : Kong Jia (孔甲)
- 1848-1837 : Gao (皋)
- 1837-1818 : Fa (发)
- 1818-1767 : Jie Gui (癸)

## Shang (1767 – 1046 av. J.-C.)
Les dates sont celles de l'historiographie traditionnelle, qui ne correspond pas aux données archéologiques.
- 1767-1753 : Cheng Tang (成湯)
- 1753-1720 : Wai Bing (外丙)
- 1720-1691 : Zhong Ren (仲壬)
- 1691-1666 : Tai Jia (太甲)
- 1666 : Wo Ding (沃丁)
- 1666 : Tai Geng (太庚)
- 1666-1649 : Xiao Jia (小甲)
- 1649-1637 : Yong Ji (雍己)
- 1637-1562 : Tai Wu (太戊)
- 1562-1549 : Zhong Ding (仲丁)
- 1549-1534 : Wai Ren (外壬)
- 1534-1525 : He Dan Jia (河亶甲)
- 1525-1506 : Zu Yi (祖乙)
- 1506-1490 : Zu Xin (祖辛)
- 1490-1465 : Wo Jia (沃甲)
- 1465-1433 : Zu Ding (祖丁)
- 1433-1408 : Nan Geng (南庚)
- 1408-1401 : Yang Jia (陽甲)
- 1401-1373 : Pan Geng (盤庚)
- 1373-1352 : Xiao Xin (小辛)
- 1352-1324 : Xiao Yi (小乙)
- 1324-1265 : Wu Ding (武丁)
- 1265-1258 : Zu Geng (祖庚)
- 1258-1225 : Zu Jia (祖甲)
- 1225-1219 : Lin Xin (廩辛)
- 1219-1198 : Geng Ding (庚丁)
- 1198-1194 : Wu Yi (武乙)
- 1194-1191 : Tai Ding (太丁)
- 1191-1154 : Di Yi (帝乙)
- 1154-1122 : Di Xin (帝辛)

## Zhou (1046 – 256 av. J.-C.)
- Zhou de l'Ouest :
  - 1046-1043 : Wuwang (武王)
  - 1042-1021 : Chengwang (成王)
  - 1020-996 : Kangwang (康王)
  - 995-977 : Zhaowang (昭王)
  - 976-922 : Muwang (穆王)
  - 922-900 : Gongwang (共王)
  - 899-892 : Yiwang (懿王)
  - 891-886 : Xiaowang (孝王)
  - 885-878 : Yiwang (夷王)
  - 878-841 : Liwang (剌王)
  - 841-827 : Régence de Gonghe (共和)
  - 827-781 : Xuanwang (宣王)
  - 781-771 : Youwang (幽王)
- Zhou de l'Est :
  - 771-720 : Pingwang (平王)
  - 720-697 : Huanwang (桓王)
  - 697-682 : Zhuangwang (莊王)
  - 682-677 : Xiwang (釐王)
  - 677-652 : Huiwang (惠王)
  - 652-619 : Xiangwang (襄王)
  - 619-611 : Qingwang (頃王)
  - 612-607 : Kuangwang (匡王)
  - 607-586 : Dingwang (定王)
  - 586-572 : Jianwang (簡王)
  - 572-545 : Lingwang (靈王)
  - 545-521 : Jingwang (景王)
  - 520-520 : Daowang (悼王)
  - 520-476 : Jingwang (敬王)
  - 476-469 : Yuanwang (元王)
  - 469-441 : Zhendingwang (貞定王)
  - 441-441 : Aiwang (哀王)
  - 441-441 : Siwang (思王)
  - 440-426 : Kaowang (考王)
  - 426-402 : Weiliewang (威烈王)
  - 402-376 : Anwang (安王)
  - 376-369 : Liewang (烈王)
  - 369-321 : Xianwang (顯王)
  - 321-315 : Shenjingwang (慎靚王)
  - 315-256 : Nanwang (赧王)

## Qin (247 – 207 av. J.-C.)

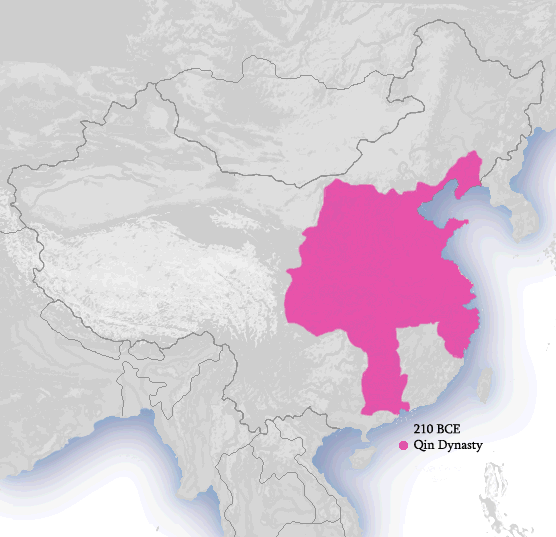
La Chine en 210 av. J.-C.

- 247-210 : Qin Shi Huang (秦始皇)
- 210-207 : Qin Er Shi (秦二世)
- 207-207 : Ziying (子嬰)

## Han (202 av. J. C. – 220 ap. J.-C.)
- Han de l'Ouest :
  - 202-195 : Gaozu (高祖)
  - 195-188 : Huidi (惠帝)
  - 188-184 : Qian Shaodi (少帝)
  - 184-180 : Hou Shaodi (少帝)
  - 180-157 : Wendi (文帝)
  - 157-141 : Jingdi (景帝)
  - 141-87 : Wudi (武帝)
  - 87-74 : Zhaodi (昭帝)

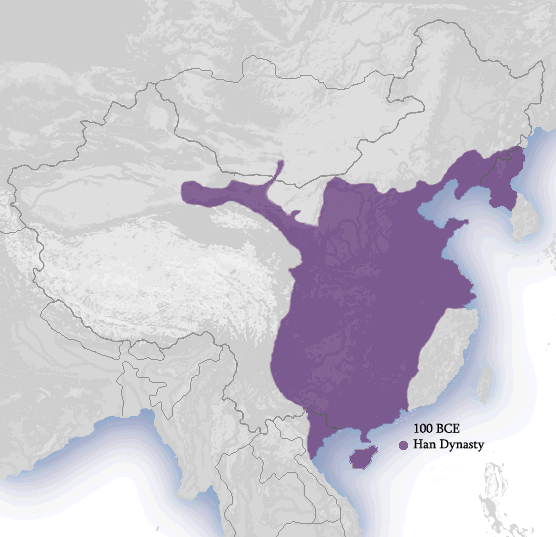
La Chine en 100 av. J.-C.

  - 74 : He, prince de Changyi (昌邑王 ou 海昏侯)
  - 74-48 : Xuandi (宣帝)
  - 49-33 : Yuandi (元帝)
  - 33-7 : Chengdi (成帝)
  - 7-1 : Aidi (哀帝)
  - 1 av. J.-C. – 6 ap. J.-C. : Pingdi (平帝)
  - 6-8 : Ruzi (孺子)
- Xin :
  - 9-23 : Wang Mang (王莽)
- Han de Xuan :
  - 23-25 : Gengshidi (更始帝)
- Han de Chimei :
  - 25-27 : Liu Penzi (en)
- Han de l'Est :
  - 25-57 : Guanwudi (光武帝)
  - 57-75 : Mingdi (明帝)
  - 75-88 : Zhangdi (章帝)
  - 88-106 : Hedi (和帝)
  - 106-106 : Shangdi (殤帝)
  - 106-125 : Andi (安帝)
  - 125 : Shaodi (en), marquis de Beixiang (少帝 ou 北鄉侯)
  - 125-144 : Shundi (順帝)
  - 144-145 : Chongdi (沖帝)
  - 145-146 : Zhidi (質帝)
  - 146-168 : Huandi (桓帝)
  - 168-189 : Lingdi (靈帝)
  - 189 : Shaodi, prince de Hongnong (少帝 ou 弘農王)
  - 189-220 : Xiandi (獻帝)

## Trois Royaumes (220-280)

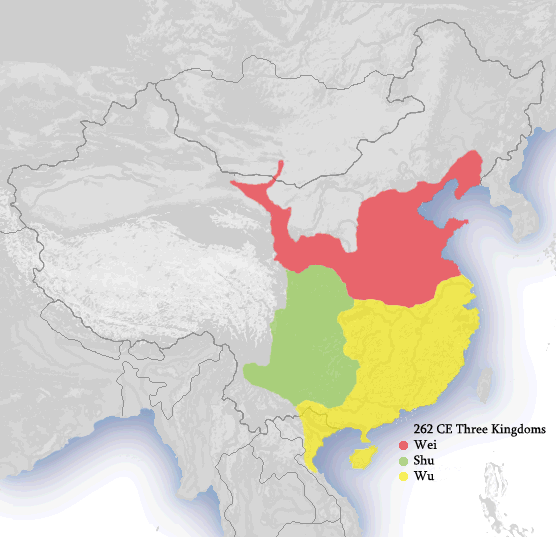
La Chine en 262.

- Wei :
  - 220-226 : Wendi (文帝)
  - 226-239 : Mingdi (明帝)
  - 239-254 : Qiwang (齊王)
  - 254-260 : Gaoguixiangmao (高貴鄉公)
  - 260-265 : Yuandi (元帝)
- Shu :
  - 221-223 : Zhaoliedi (昭烈帝)
  - 223-263 : Houzhu (後主)
- Wu :
  - 229-252 : Dadi (大帝)
  - 252-258 : Kuaijiwang (會稽王)
  - 258-264 : Jingdi (景帝)
  - 264-280 : Wuchenghou (烏程侯)

## Jin (265-420)

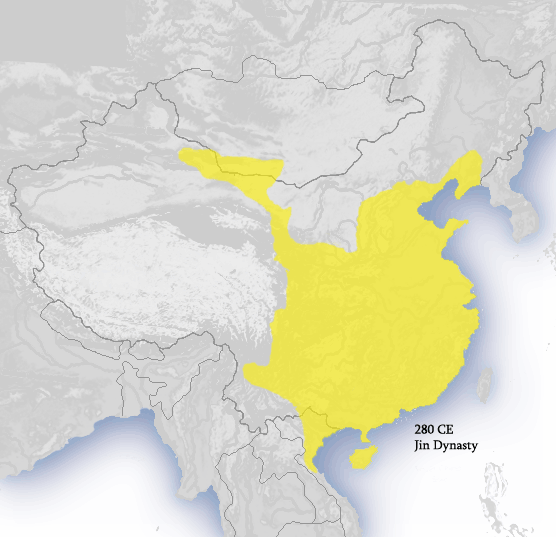
La Chine en 280.

- Jin de l'Ouest :
  - 266-290 : Wudi (武帝)
  - 290-307 : Huidi (惠帝)
  - 307-313 : Huaidi (懷帝)
  - 313-316 : Mindi (愍帝)
- Jin de l'Est :
  - 316-323 : Yuandi (元帝)
  - 323-325 : Mingdi (明帝)
  - 325-342 : Chengdi (成帝)
  - 342-344 : Kangdi (康帝)
  - 344-361 : Mudi (穆帝)
  - 361-365 : Aidi (哀帝)
  - 365-371 : Feidi (廢帝)
  - 371-372 : Jianwendi (簡文帝)
  - 372-396 : Xiaowudi (孝武帝)
  - 397-419 : Andi (安帝)
  - 419-420 : Gongdi (恭帝)

## Seize Royaumes (304-439)

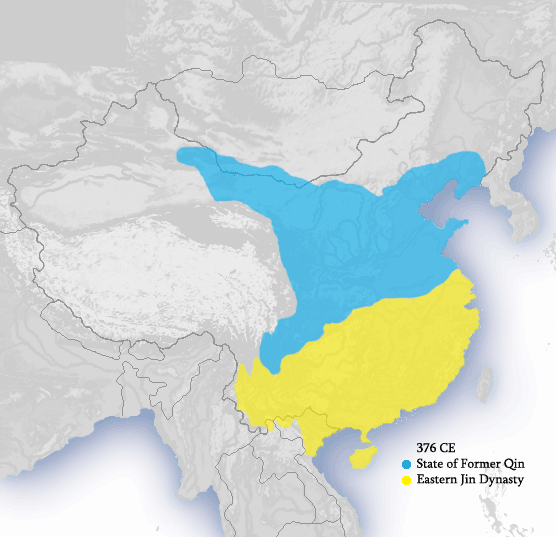
La Chine en 376.

- Cheng Han :
  - 303 : Li Te (en) (李特)
  - 303 : Li Liu (en) (李流)
  - 303-334 : Li Xiong (en) (李雄)
  - 334 : Li Ban (en) (李班)
  - 334-338 : Li Qi (en) (李期)
  - 338-343 : Li Shou (en) (李壽)
  - 343-347 : Li Shi (en) (李勢)
- Zhao antérieur :
  - 304-310 : Liu Yuan (en) (劉淵)
  - 310 : Liu He (en) (劉和)
  - 310-318 : Liu Cong (en) (劉聰)
  - 318 : Liu Can (en) (劉粲)
  - 318-329 : Liu Yao (en) (劉曜)
  - 329 : Liu Xi (en) (劉熙)
- Zhao postérieur :
  - 319-333 : Shi Le (en) (石勒)
  - 333-334 : Shi Hong (en) (石弘)
  - 334-349 : Shi Hu (en) (石虎)
  - 349 : Shi Shi (en) (石世)
  - 349 : Shi Zun (en) (石遵)
  - 349-350 : Shi Jian (en) (石鑒)
  - 350-351 : Shi Zhi (en) (石祗)
- Liang antérieur :
  - 314-320 : Zhang Shi (en) (張寔)
  - 320-324 : Zhang Mao (en) (張茂)
  - 324-346 : Zhang Jun (en) (張駿)
  - 346-353 : Zhang Chonghua (en) (張重華)
  - 353 : Zhang Yaoling (en) (張曜靈)
  - 353-355 : Zhang Zuo (en) (張祚)
  - 355-363 : Zhang Xuanjing (en) (張玄靚)
  - 364-376 : Zhang Tianxi (en) (張天錫)
- Liang postérieur :
  - 386-400 : Lü Guang (en) (呂光)
  - 400 : Lü Shao (en) (呂紹)
  - 400-401 : Lü Zuan (en) (呂纂)
  - 401-403 : Lü Long (en) (呂隆)
- Liang de l'Ouest :
  - 400-417 : Li Gao (en) (李暠)
  - 417-420 : Li Xin (en) (李歆)
  - 420-421 : Li Xun (en) (李恂)
- Liang du Nord :
  - 397-401 : Duan Ye (en) (段業)
  - 401-433 : Juqu Mengxun (en) (沮渠蒙遜)
  - 433-439 : Juqu Mujian (en) (沮渠牧犍)
  - 442-444 : Juqu Wuhui (en) (沮渠無諱)
  - 444-460 : Juqu Anzhou (en) (沮渠安周)
- Liang du Sud :
  - 397-399 : Tufa Wugu (en) (禿髮烏孤)
  - 399-402 : Tufa Lilugu (en) (禿髮利鹿孤)
  - 402-414 : Tufa Rutan (en) (禿髮傉檀)
- Qin antérieur :
  - 351-355 : Fu Jiàn (en) (苻健)
  - 355-357 : Fu Sheng (en) (苻生)
  - 357-385 : Fu Jian (苻堅)
  - 385-386 : Fu Pi (en) (苻丕)
  - 386-394 : Fu Deng (en) (苻登)
  - 394 : Fu Chong (en) (苻崇)
- Qin postérieur :
  - 384-393 : Yao Chang (en) (姚萇)
  - 394-416 : Yao Xing (en) (姚興)
  - 416-417 : Yao Hong (en) (姚泓)
- Qin de l'Ouest :
  - 385-388 : Qifu Guoren (en) (乞伏國仁)
  - 388-400 : Qifu Gangui (en) (乞伏乾歸)
  - 409-412 : Qifu Gangui (en) (乞伏乾歸)
  - 412-428 : Qifu Chipan (en) (乞伏熾磐)
  - 428-431 : Qifu Mumo (en) (乞伏暮末)
- Yan antérieur :
  - 337-348 : Mùróng Huǎng (慕容皝)
  - 348-360 : Mùróng Jùn (en) (慕容儁)
  - 360-370 : Mùróng Wěi (en) (慕容暐)
- Yan postérieur :
  - 384-396 : Mùróng Chuí (en) (慕容垂)
  - 396-398 : Mùróng Bǎo (en) (慕容寶)
  - 398 : Lán Hàn (en) (蘭汗/兰汗)
  - 398-401 : Murong Sheng (慕容盛)
  - 401-407 : Mùróng Xī (en) (慕容熙)
  - 407-409 : Mùróng Yún (zh) (慕容雲 ou 慕容云)
- Yan du Nord :
  - 407-409 : Gāo Yún (zh) (高云)
  - 409-430 : Féng Bá (en) (馮跋)
  - 430-436 : Zhaocheng (en)(昭成)
- Yan du Sud :
  - 398-405 : Murong De (en) (慕容德)
  - 405-410 : Murong Chao (en) (慕容超)
- Xia (en) :
  - 407-425 : Helian Bobo (en) (赫連勃勃)
  - 425-428 : Helian Chang (en) (赫連昌)
  - 428-431 : Helian Ding (en) (赫連定)

## Dynasties du Nord et du Sud (420-589)

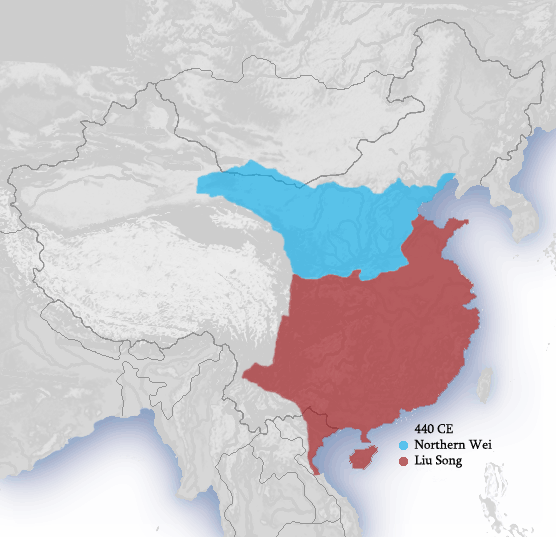
La Chine vers 440.

### Dynasties du Nord
- Wei du Nord :
  - 386-409 : Daowudi (en) (道武帝)
  - 409-423 : Mingyandi (en) (明元帝)
  - 424-452 : Taiwudi (太武帝)
  - 452 : Tuoba Yu (en) (拓拔余)
  - 452-465 : Wenchengdi (en) (文成帝)
  - 466-471 : Xianwendi (en) (獻文帝)
  - 471-499 : Xiaowendi (孝文帝)
  - 499-515 : Xuanwudi (en) (宣武帝)
  - 516-528 : Xiaomingdi (en) (孝明帝)
  - 528 : Yuan Zhao (en) (元釗)
  - 528-530 : Xiaozhuangdi (en) (孝莊帝)
  - 530-531 : Yuan Ye (en) (元曄)
  - 531-532 : Jiemindi (en) (節閔帝)
  - 531-532 : Yuan Lang (元朗)
  - 532-535 : Xiaowudi (en) (孝武帝)
- Wei de l'Est :
  - 534-550 : Xiaojingdi (en) (孝靜帝)
- Wei de l'Ouest :
  - 535-551 : Wendi (en) (文帝)
  - 552-554 : Yuan Qin (en) (廢帝)
  - 554-556 : Gongdi (en) (恭帝)
- Qi du Nord :
  - 550-559 : Wenxuandi (en) (文宣帝)
  - 559-560 : Fendi (en) (廢帝)
  - 560-561 : Xiaozhaodi (en) (孝昭帝)
  - 561-565 : Wuchengdi (en) (武成帝)
  - 565-577 : Houzhu (en) (後主)
  - 577 : Youzhu (en) (幼主)
- Zhou du Nord :
  - 557 : Xiaomindi (孝閔帝)
  - 557-560 : Mingdi (en) (明帝)
  - 561-578 : Wudi (en) (武帝)
  - 578-579 : Xuandi (en) (宣帝)
  - 579-581 : Jingdi (en) (靜帝)

### Dynasties du Sud

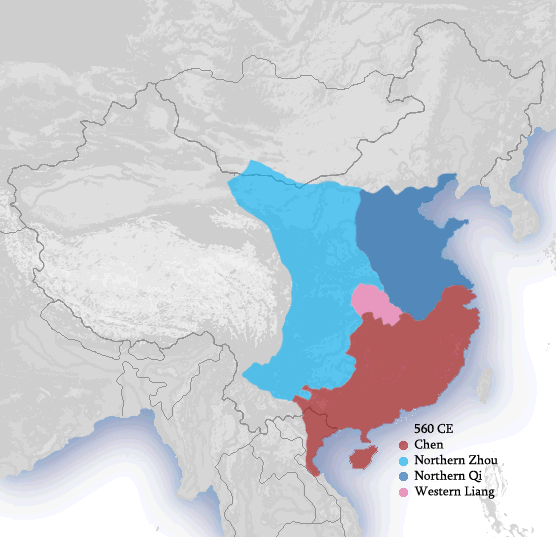
La Chine vers 560.

- Song du Sud :
  - 420-422 : Wudi (武帝)
  - 422-424 : Shaodi (en) (少帝)
  - 424-453 : Wendi (en) (文帝)
  - 453 : Liu Shao (en) (劉劭)
  - 453-464 : Xiaowudi (en) (孝武帝)
  - 465 : Qianfeidi (en) (前廢帝)
  - 465-472 : Mingdi (en) (明帝)
  - 472-477 : Houfeidi (en) (後廢帝)
  - 477-479 : Shundi (en) (順帝)
- Qi du Sud :
  - 479-482 : Gaodi (en) (高帝)
  - 482-493 : Wudi (en) (武帝)
  - 493-494 : Xiao Zhaoye (en) (蕭昭業)
  - 494 : Xiao Zhaowen (en) (蕭昭文)
  - 494-498 : Mingdi (en) (明帝)
  - 498-501 : Xiao Baojuan (蕭寶卷)
  - 501-502 : Hedi (en) (和帝)
- Liang :
  - 502-549 : Wudi (武帝)
  - 549-551 : Jianwendi (en) (簡文帝)
  - 551-552 : Xiao Dong (en) (蕭棟)
  - 552-555 : Yuandi (en) (元帝)
  - 555 : Xiao Yuanming (en) (蕭淵明)
  - 555-557 : Jingdi (en) (敬帝)
- Liang de l'Ouest (en) :
  - 555-562 : Xuandi (en) (梁宣帝)
  - 562-585 : Xiao Mingdi (en) (梁明帝)
  - 585-587 : Xiao Jingdi (en) (梁靖帝)
- Chen :
  - 557-559 : Wudi (en) (武帝)
  - 559-566 : Wendi (en) (文帝)
  - 566-568 : Feidi (en) (廢帝)
  - 569-582 : Xuandi (en) (宣帝)
  - 583-589 : Shubao (en) (陳叔寶)

## Sui (581-619)

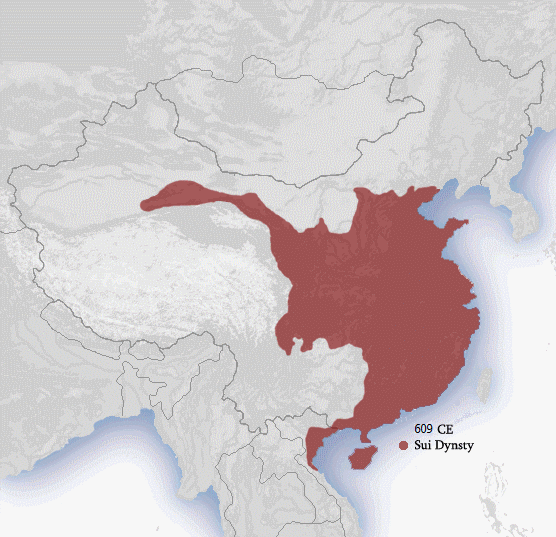
La Chine vers 600.

- 581-604 : Wendi (文帝)
- 604-618 : Yangdi (煬帝)
- 617-618 : Gongdi (恭帝)
- 618-619 : Yang Tong (楊侗)

## Tang (618-907)

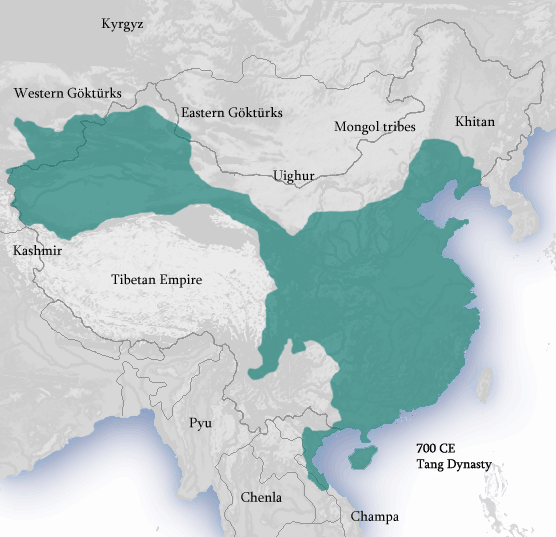
La Chine vers 700.

- Tang :
  - 618-626 : Gaozu (高祖)
  - 626-649 : Taizong (太宗)
  - 649-683 : Gaozong (高宗)
  - 683-684 : Zhongzong (中宗)
  - 684-690 : Ruizong (睿宗)

- Zhou (en) :
  - 690-705 : Wu Zetian (武则天)
- Tang :
  - 705-710 : Zhongzong (中宗)
  - 710 : Shangdi (殤帝)
  - 710-712 : Ruizong (睿宗)
  - 712-756 : Xuanzong (玄宗)
  - 756-762 : Suzong (肅宗)
  - 762-779 : Daizong (代宗)
  - 779-805 : Dezong (德宗)
  - 805 : Shunzong (順宗)
  - 805-820 : Xianzong (憲宗)
  - 820-824 : Muzong (穆宗)
  - 824-827 : Jingzong (敬宗)
  - 827-840 : Wenzong (文宗)
  - 840-846 : Wuzong (武宗)
  - 846-859 : Xuanzong (宣宗)
  - 859-873 : Yizong (懿宗)
  - 873-888 : Xizong (僖宗)
  - 888-904 : Zhaozong (昭宗)
  - 904-907 : Aidi (哀帝)

## Cinq Dynasties et Dix Royaumes (907-979)

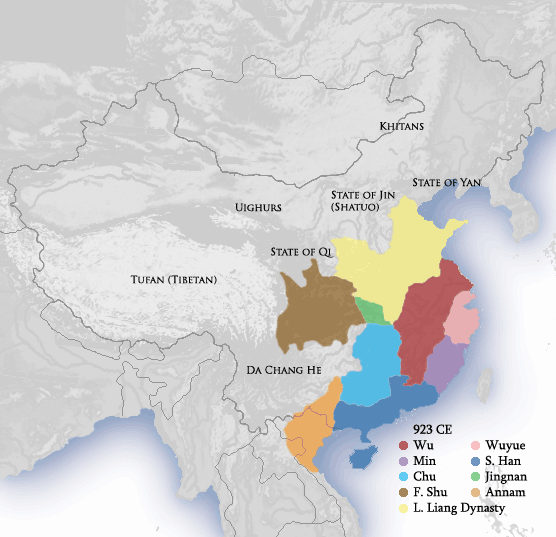
La Chine en 923.

### Cinq Dynasties
- Liang postérieurs :
  - 907-912 : Zhu Wen (朱溫)
  - 912-913 : Zhu Yougui (en) (朱友珪)
  - 913-923 : Zhu Youzhen (en) (朱友貞)
- Tang postérieurs :
  - 923-926 : Li Cunxu (en) (李存勗)
  - 926-933 : Li Siyuan (李嗣源)
  - 933-934 : Li Conghou (en) (李從厚)
  - 934-937 : Li Congke (en) (李從珂)
- Jin postérieurs :
  - 936-942 : Shi Jingtang (en) (石敬瑭)
  - 942-947 : Shi Chonggui (en) (石重貴)
- Han postérieurs :
  - 947-948 : Liu Zhiyuan (en) (劉知遠)
  - 948-951 : Liu Chengyou (en) (劉承祐)
- Zhou postérieurs :
  - 951-954 : Guo Wei (en) (郭威)
  - 954-959 : Chai Rong (en) (柴榮)
  - 959-960 : Chai Zongxun (en) (恭帝)

### Dix Royaumes
- Wu :
  - 904-905 : Yang Xingmi (en) (楊行密)
  - 905-908 : Yang Wo (en) (楊渥)
  - 908-921 : Yang Longyan (en) (楊隆演)
  - 921-937 : Yang Pu (en) (楊溥)
- Shu antérieur :
  - 907-918 : Wang Jian (王建)
  - 918-925 : Wang Yan (en) (王衍)
- Chu :
  - 907-930 : Ma Yin (馬殷)
  - 930-932 : Ma Xisheng (en) (馬希聲)
  - 932-947 : Ma Xifan (en) (馬希範)
  - 947-950 : Ma Xiguang (en) (馬希廣)
  - 950 : Ma Xie (en) (馬希萼)
  - 950-951 : Ma Xichong (en) (馬希崇)
  - 951-953 : Liu Yan (zh) (劉言)
  - 953-956 : Wang Kui (zh) (王逵)
  - 956-962 : Zhou Xingfeng (zh) (周行逢)
  - 962-963 : Zhou Baoquan (zh) (周保權)
- Wuyue :
  - 907-932 : Qian Liu (en) (錢鏐)
  - 932-941 : Qian Yuanguan (en) (錢元瓘)
  - 941-947 : Qian Zuo (en) (錢佐)
  - 947 : Qian Zong (en) (錢倧)
  - 947-978 : Qian Chu (en) (錢俶)
- Min :
  - 909-925 : Wang Shenzhi (en) (王審知)
  - 925-926 : Wang Yanhan (en) (王延翰)
  - 926-935 : Wang Yanjun (en) (王延鈞)
  - 935-939 : Wang Jipeng (en) (王繼鵬)
  - 939-944 : Wang Yanxi (en) (王延羲)
  - 944-945 : Zhu Wenjin (en) (朱文進)
  - 943-945 : Wang Yanzheng (en) (天德帝)
- Han du Sud :
  - 917-941 : Liu Yan (劉巖)
  - 941-943 : Liu Bin (en) (劉玢)
  - 943-958 : Liu Sheng (en) (中宗)
  - 958-971 : Liu Chang (en) (劉鋹)
- Jingnan :
  - 909-928 : Gao Jixing (en) (高季興)
  - 928-948 : Gao Conghui (en) (高從誨)
  - 948-960 : Gao Baorong (en) (高保融)
  - 960-962 : Gao Baoxu (en) (高保勗)
  - 962-963 : Gao Jichong (en) (高繼沖)
- Shu postérieur :
  - 934 : Meng Zhixiang (en) (孟知祥)
  - 934-965 : Meng Chang (en) (孟昶)
- Tang du Sud :
  - 937-943 : Li Bian (en) (李昪)
  - 943-961 : Li Jing (en) (李璟)
  - 961-975 : Li Yu (李煜)
- Han du Nord :
  - 951-954 : Liu Min (劉旻)
  - 954-968 : Liu Jun (en) (劉鈞)
  - 968 : Liu Jien (en) (劉繼恩)
  - 968-979 : Liu Jiyuan (en) (劉繼元)

## Liao (907-1125)
Cette dynastie est d'origine khitane.
- 907-926 : Taizu (太祖)
- 926-947 : Taizong (太宗)
- 947-951 : Shizong (世宗)
- 951-969 : Muzong (穆宗)
- 969-982 : Jingzong (景宗)
- 982-1031 : Shengzong (聖宗)
- 1031-1055 : Xingzong (興宗)
- 1055-1101 : Daozong (道宗)
- 1101-1125 : Tianzuo (天祚)

## Song (960-1279)

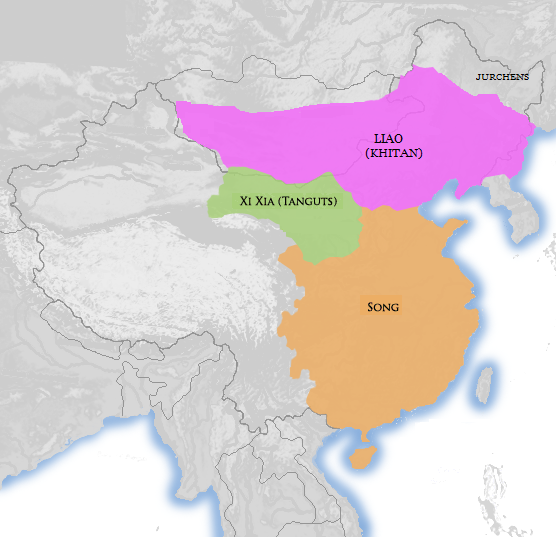
La Chine en 1111.

- Song du Nord :
  - 960-976 : Taizu (太祖)
  - 976-997 : Taizong (太宗)
  - 997-1022 : Zhenzong (真宗)
  - 1022-1063 : Renzong (仁宗)
  - 1063-1067 : Yingzong (英宗)
  - 1067-1085 : Shenzong (神宗)
  - 1085-1100 : Zhezong (哲宗)
  - 1100-1125 : Huizong (徽宗)
  - 1126-1127 : Qinzong (欽宗)
- Song du Sud :
  - 1127-1162 : Gaozong (高宗)
  - 1162-1189 : Xiaozong (孝宗)
  - 1189-1194 : Guangzong (光宗)
  - 1194-1224 : Ningzong (寧宗)
  - 1224-1264 : Lizong (理宗)
  - 1264-1274 : Duzong (度宗)
  - 1275-1275 : Gongzong (恭宗)
  - 1276-1278 : Duanzong (端宗)
  - 1278-1279 : Bing (懷)

## Xia de l'Ouest (1032-1227)

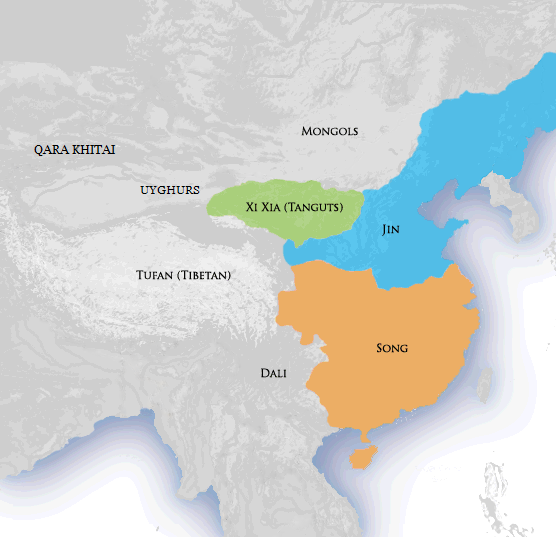
La Chine en 1141.

Cette dynastie est d'origine tangoute.
- 1032-1048 : Jingzong (景宗)
- 1048-1067 : Yizong (en) (毅宗)
- 1067-1086 : Huizong (en) (惠宗)
- 1086-1139 : Chongzong (en) (崇宗)
- 1139-1193 : Renzong (仁宗)
- 1193-1206 : Huanzong (en) (桓宗)
- 1206-1211 : Xiangzong (en) (襄宗)
- 1211-1223 : Shenzong (en) (神宗)
- 1223-1226 : Xianzong (en) (獻宗)
- 1226-1227 : Mozhu (末主)

## Jin (1115-1234)
Cette dynastie est d'origine jurchen.
- 1115-1123 : Taizu (太祖)
- 1123-1135 : Taizong (太宗)
- 1135-1149 : Xizong (熙宗)
- 1149-1161 : Wanyan Liang ( 完顏亮)
- 1161-1189 : Shizong (世宗)
- 1189-1208 : Zhangzong (章宗)
- 1208-1213 : Wanyan Yunji (完顏永濟)
- 1213-1223 : Xuanzong (宣宗)
- 1223-1234 : Aizong (哀宗)
- 1234 : Modi (末帝)

## Yuan (1206-1368)
Cette dynastie est d'origine mongole.

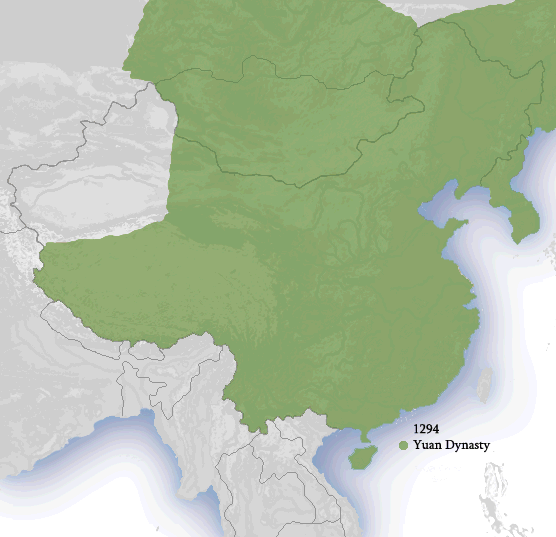
La Chine en 1294.

- 1206-1227 : Taizu (太祖, Genghis Khan)
- 1227-1229 : Ruizong (睿宗, Tolui)
- 1229-1241 : Taizong (太宗, Ögödei)
- 1246-1248 : Dingzong (定宗, Güyük)
- 1251-1259 : Xianzong (憲宗, Möngke)
- 1260-1294 : Shizu (世祖, Kubilai Khan)
- 1294-1307 : Chengzong (成宗, Témur Khan)
- 1307-1311 : Wuzong (武宗, Külüg Khan)
- 1311-1320 : Renzong (仁宗, Ayurbarwada Buyantu Khan)
- 1320-1323 : Yingzong (英宗, Gegeen Khan)
- 1323-1328 : Taiding (泰定, Yesün Temür Khan)
- 1328-1328 : Tianshun (天順, Ragibagh Khan)
- 1328-1329 : Wenzong (文宗, Jayaatu Khan)
- 1329-1329 : Mingzong (明宗, Khutughtu Khan)
- 1329-1332 : Wenzong (文宗, Jayaatu Khan)
- 1332-1332 : Ningzong (寧宗, Rinchinbal Khan)
- 1333-1368 : Huizong (順帝, Togoontömör)

## Ming (1368-1644)

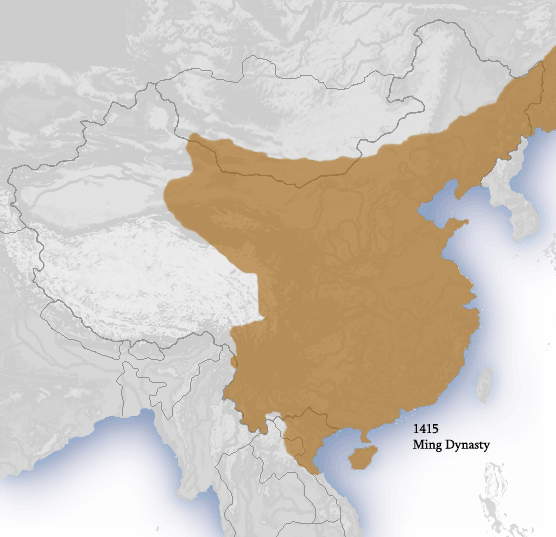
La Chine en 1415.

Dernière dynastie d'origine han, l'ethnie majoritaire de la Chine.
- 1368-1398 : Ming Hongwu (朱元璋)
- 1398-1402 : Ming Jianwen (朱允炆)
- 1402-1424 : Ming Yongle (朱棣)
- 1424-1425 : Ming Renzong (朱高熾)
- 1425-1435 : Ming Xuanzong (朱瞻基)
- 1435-1449 : Ming Yingzong (朱祁鎮)
- 1449-1457 : Ming Daizong (朱祁鈺)
- 1457-1464 : Ming Yingzong (朱祁鎮)
- 1464-1487 : Ming Xianzong (朱見深)
- 1487-1505 : Ming Xiaozong (朱祐樘)
- 1505-1521 : Ming Wuzong (朱厚照)
- 1521-1567 : Ming Shizong (朱厚熜)
- 1567-1572 : Ming Muzong (朱載垕)
- 1572-1620 : Ming Shenzong (朱翊鈞)
- 1620-1620 : Ming Guangzong (朱常洛)
- 1620-1627 : Ming Xizong (朱由校)
- 1627-1644 : Ming Chongzhen (朱由檢)

## Qing (1616-1912)

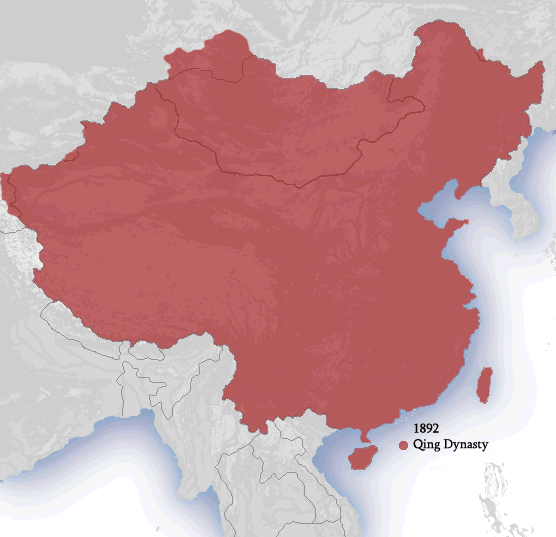
La Chine en 1892.

Cette dynastie est d'origine mandchoue.
- 1616-1626 : Nurhachi (努爾哈赤)
- 1626-1643 : Huang Taiji (皇太極)
- 1643-1661 : Shunzhi (順治)
- 1661-1722 : Kangxi (康熙)
- 1722-1735 : Yongzheng (雍正)
- 1735-1796 : Qianlong (乾隆)
- 1796-1820 : Jiaqing (嘉慶)
- 1820-1850 : Daoguang (道光)
- 1850-1861 : Xianfeng (咸豐)
- 1861-1875 : Tongzhi (同治)
- 1875-1908 : Guangxu (光緒)
- 1908-1912 : Puyi (溥儀)

## Empire de Chine (1915-1916)
- 1915-1916 : Yuan Shikai (袁世凯)